# Ženski Nogometni Klub Split
Lo Ženski Nogometni Klub Split, nella suo forma contratta ŽNK Split e noto in lingua italiana come Spalato, è una squadra di calcio femminile croata con sede a Spalato, capoluogo della regione spalatino-dalmata e principale centro della Dalmazia.
Tre volte Campione di Croazia, titolo conquistato nelle stagioni 2018-2019, 2019-2020 e 2021-2022 strappando l'egemonia alle rivali dell'Osijek, milita in Prva hrvatska nogometna liga za žene (1. HNLŽ), il livello di vertice del campionato croato femminile di calcio.

## Palmarès
- Campionato croato: 3

2018-2019, 2019-2020, 2021-2022
- Coppa di Croazia femminile: 5

2017-2018, 2018-2019, 2020-2021, 2021-2022, 2022-2023

### Altri piazzamenti
- Campionato croato:

Vicecampione: 2013-2014, 2014-2015, 2015-2016, 2017-2018, 2022-2023
- Coppa di Croazia femminile:

Finalista: 2013-2014, 2015-2016

## Organico

### Rosa 2020-2021
Rosa, ruoli e numeri di maglia aggiornati al 2 ottobre 2020.
| N. |                                 | Ruolo | Calciatrice       |
| -- | ------------------------------- | ----- | ----------------- |
| 1  | Croazia (bandiera)              | P     | Stephanie Bukovec |
| 3  | Croazia (bandiera)              | D     | Antonia Dulčić    |
| 4  | Bosnia ed Erzegovina (bandiera) | D     | Andrea Grebenar   |
| 5  | Bosnia ed Erzegovina (bandiera) | A     | Merjema Medić     |
| 6  | Croazia (bandiera)              | C     | Karla Šabašov     |
| 7  | Croazia (bandiera)              | C     | Petra Pezelj      |
| 8  | Croazia (bandiera)              | C     | Anela Lubina      |
| 9  | Croazia (bandiera)              | A     | Ana Dujmović      |
| 10 | Bosnia ed Erzegovina (bandiera) | C     | Aida Hadžić       |
| 11 | Croazia (bandiera)              | D     | Tea Pedić         |

| N. |                      | Ruolo | Calciatrice          |
| -- | -------------------- | ----- | -------------------- |
| 12 | Croazia (bandiera)   | P     | Anamarija Mišetić    |
| 13 | Rep. Ceca (bandiera) | C     | Nikola Hladikova     |
| 14 | Croazia (bandiera)   | C     | Fatjesa Gegollaj     |
| 16 | Croazia (bandiera)   | A     | Iva Bukač            |
| 17 | Croazia (bandiera)   | D     | Lucia Domazet        |
| 18 | Croazia (bandiera)   | D     | Janja Čanjevac       |
| 19 | Croazia (bandiera)   | C     | Kristijana Kolgjeraj |
| 20 | Croazia (bandiera)   | C     | Ivana Kirilenko      |
| 22 | Croazia (bandiera)   | C     | Matea Bošnjak        |